# Neverwinter Nights 2
Neverwinter Nights 2 – komputerowa gra fabularna wyprodukowana przez studio Obsidian Entertainment i wydana przez Atari, a na terenie Polski przez CD Projekt. Jest to kontynuacja gry Neverwinter Nights i została oparta na regułach Dungeons & Dragons w wersji 3,5. Premiera gry w Stanach Zjednoczonych odbyła się 31 października 2006 roku, a w Polsce miała miejsce 8 grudnia. Akcja gry rozgrywa się w fikcyjnym świecie fantasy Faerûn.
W stosunku do pierwszej części gry, Neverwinter Nights 2 posiada wiele innowacji, m.in. możliwość dołączenia do drużyny mających własne zdanie i prowadzących między sobą konwersacje bohaterów niezależnych (podobnie jak miało to miejsce w sadze Baldur's Gate), którymi gracz może bezpośrednio sterować (w pierwszej części gry można było przyłączyć jednego najemnika). Wprowadzony został system podras, zwiększona została ilość klas prestiżowych, dodano nowe czary, atuty itp. Twórcy oceniają, że główna kampania zajmuje od 40 do 60 godzin gry. Rozbudowany został również edytor modułów, za pomocą którego gracze mogą tworzyć własne scenariusze i przygody.
W Polsce wydane zostały dwie wersje edycji kolekcjonerskiej (Chaotic Evil i Lawful Good) oraz dwie zwykłe (czarna i biała). Gra zdobyła pozytywny odbiór wśród recenzentów. Chwalono głównie wątek fabularny i zarządzanie drużyną, a krytykowano błędy techniczne. Wydano trzy dodatki: Maska zdrajcy w 2007, Gniew Zehira w 2008 i Wrota Zachodu w 2009.

## Fabuła
Gra, po wprowadzeniu w postaci festynu dożynkowego, rozpoczyna się atakiem kolcoskórych i duergarów, pod wodzą githyanki na Zachodni Port, rodzinną wioskę postaci gracza leżącą na Bajorze Umarłych. Po odparciu ataku demonicznych bestii gracz otrzymuje od swojego ojczyma zadanie odzyskania tajemniczego srebrnego okruchu i udania się z nim do miasta Neverwinter. W mieście mamy odszukać gospodę należącą do wuja, Duncana i wraz z nim spróbować rozwikłać zagadkę związaną z niespodziewanym atakiem na rodzinna wioskę, oraz z magicznym okruchem. Szybko okazuje się, że światu zagraża potężne zło, Król Cieni. Jedyną bronią mogącą go zabić jest niegdyś roztrzaskane na kawałki Srebrne Ostrze Gith. Okruchy, które gracz odnajduje podczas przygód, są szczątkami tego legendarnego miecza. Celem gry jest odnalezienie wszystkich jego okruchów, oraz przekucie go, by móc ostatecznie unicestwić mrocznego Króla Cieni. Na drodze do zwycięstwa stają przed graczem githyanki, chcące odzyskać zagubione ostrze; lord Garius, mag próbujący zjednoczyć się z Cieniem; oraz tajemniczy mężczyzna, który okazuje się być zaginionym przed wieloma laty potężnym czarnoksiężnikiem – Ammonem Jerro. Podobnie jak postać kierowana przez gracza, postawił on sobie za cel zniszczenie Króla Cieni. Zaciekle poszukuje on okruchów miecza Gith, przez co jego drogi krzyżują się ze ścieżkami głównego bohatera tej opowieści. Po licznych perypetiach staje on w szeregu sprzymierzeńców gracza.

### Towarzysze
- Bevil Starling – człowiek, wojownik.
- Amie Fern – człowiek, czarodziej.
- Khelgar Żelazna Pięść – krasnolud tarczowy, wojownik.
- Neeshka – diabelstwo, łotrzyk.
- Elanee  – elf leśny, druid.
- Qara  – człowiek, czarownik.
- Grobnar – gnom skalny, bard.
- Casavir – człowiek, paladyn.
- Bishop – człowiek, łowca.
- Shandra Jerro – człowiek, wojownik.
- Sand – elf księżycowy, czarodziej.
- Zhjaeve – githzerai, kleryk.
- Ammon Jerro – człowiek, czarnoksiężnik.

## Polska wersja
Wersja polska: Start International Polska

Wystąpili:
- Joanna Jabłczyńska – Neeshka
- Marian Opania – Daeghun Farlong
- Wiktor Zborowski – Khelgar Żelazna Pięść
- Jarosław Boberek – Bishop
- Piotr Fronczewski – Casavir
- Izabella Bukowska – Elanee
- Marek Obertyn – Lorne Starling
- Henryk Talar – Grobnar
- Ewa Serwa – Shandra Jerro
- Kajetan Lewandowski – Wilk
- Krzysztof Kowalewski – Aldanon
- Krzysztof Banaszyk – Sędzia
- Paweł Iwanicki – Dall
- Anna Ułas – Ginni
- Miłogost Reczek – Lord Cyran

i inni

## Odbiór
Neverwinter Nights 2 została pozytywnie przyjęta przez krytyków otrzymując średnią ocen 82% na serwisie Metacritic. Gra otrzymała nagrodę „Best Story” w 2006 roku zwyciężając z The Elder Scrolls IV: Oblivion, które było wybrane przez czytelników. W tym samym roku Golden Joystick Award nominował ją do „Best PC Game”. Pomimo że niektórzy recenzenci opisali Neverwinter Nights 2 jako lepszą od pierwszej części, gra otrzymała niższe oceny.
Implementacja zasad Dungeons & Dragons w edycji 3,5 została uznana za wierną jej oryginałowi. Greg Atkinson z GameDaily uznał, że „zasady z wersji 3,5 w Neverwinter Nights 2 są w pełnym rozkwicie, a obrażenia krytyczne mogą zabić wszystkich członków drużyny”. Fabuła gry została uznana jako jeden z lepszych elementów gry, który został usprawniony względem Neverwinter Nights. Miguel Lopez stwierdził, że kampania zawiera parę niespodzianek które z pewnością podekscytują fanów Dungeons & Dragons. Matt Slagle z Deseret News był zadowolony z wyborów moralnych które zachodzą w grze i uznał, że dyplomacja może być lepszym wyborem niż walka.

## Oficjalne dodatki i moduły premiowe
Pierwszym oficjalnym rozszerzeniem do NWN2 jest Maska zdrajcy. Dodaje ona 2 klasy podstawowe, 5 klas prestiżowych, 6 podras, poziomy epickie itd. Według producenta zapewnia ok. 20 godzin gry.
Drugi oficjalny dodatek do Neverwinter Nights 2 to Gniew Zehira, który oferuje ok. 20 godzin dodatkowej rozgrywki. W dodatku pojawiły się pewne zmiany w mechanice rozgrywki oraz dodatkowe czary, rasy i klasy postaci. Zmieniony został także system prowadzenia konwersacji, w którym większą rolę odgrywają postacie należące do drużyny i ich umiejętności.
Trzeci oficjalny dodatek został już zapowiedziany, lecz na razie twórcy nie ujawnili żadnych bliższych informacji na jego temat.
Powstał też pierwszy moduł premiowy Wrota Zachodu stworzony przez ekipę Ossian Studios. Moduł ten oferuje ok. 15 godzin dodatkowej rozgrywki. Do drużyny gracza może się przyłączyć trzech nowych towarzyszy. Opowieść pozwala zwiedzić wiele niezbadanych wcześniej terenów, w tym mroki podziemnych kanałów. Wprowadzono również nowe rodzaje potworów.
Należy pamiętać, że w przeciwieństwie do oficjalnych dodatków (expansion packs), moduły premiowe (adventure packs) nie są tworzone przez autorów gry lecz przez zewnętrznych developerów. Nie wnoszą żadnych zmian w samym silniku gry, a jedynie dodają nowe kampanie dla pojedynczego gracza.
Tak więc gracze zainteresowani tylko rozgrywką wieloosobową nie muszą kupować modułów premiowych, aby się cieszyć pełną funkcjonalnością gry w sieci.